# Schlossbach (Kocher, Kleinaltdorf)
Der Schlossbach ist ein knapp 1,5 km langer Bach in der Gemarkung der Kleinstadt Gaildorf im Landkreis Schwäbisch Hall im nordöstlichen Baden-Württemberg, der beim Weiler Kleinaltdorf aus westsüdwestlicher Richtung und von links in den mittleren Kocher mündet.

## Name
Der Kocher hat noch einen weiteren, auch Steinbach genannten Zufluss Schlossbach, der von links über den Mühlkanal der Scherrenmühle der Stadt Aalen in seinen Oberlauf mündet.

## Geographie

### Verlauf
Der Schlossbach entsteht in einer flachen Wiesenmulde etwa 1,4 km westlich der Ortsmitte des Gaildorfer Weilers Kleinaltdorf, die im Westen von einem Amphitheater von bewaldeten Berghängen im nordwestlichen Teil des Kirgelsattels umringt ist; im Südosten steht der Gipfel des Druckeles (461,6 m ü. NN), von dem sich im Bogen nach Westnordwesten der schmale Kamm des Lehberg bis zum Sattel vor dem Gipfel des Ebersbergs (485 m ü. NN) zieht, an welchem ein Nordostsporn ansetzt, der den Bogen zum Halbkreis ergänzt. Das erste Grabenstück des Laufes liegt auf etwa 368 m ü. NN im Bereich eines kleinen Laubwaldvorsprunges, den er ostnordöstlich durchzieht, um dann nach weniger als 200 Metern einen etwa 0,2 ha großen Stauweiher zu speisen. Aus diesem fließt er nach Ostnordosten durch einen recht geraden und fast gehölzlosen Graben neben Grundstücksrainen und unbefestigten Wegen ab, diese Richtung behält er bis zu seiner Mündung bei.
Etwa einen Kilometer nach einem Ursprung berührt er zwischen zumeist etwas entfernten Landwirtschaftsgebäuden einen kleinen Laubwaldhain, an dem ihn von links und Nordwesten sein einzig bedeutender Zufluss erreicht, der etwa 0,4 km lange Appenbrunnenbach, der der namengebenden Quelle am flachen linken Hang entspringt, zwei kleinere Weiher entwässert und zuletzt verdolt mündet. Danach beginnt der Schlossbach sich stärker einzutiefen und unterquert nach dem Passieren einer Scheune den Damm der Bahnstrecke Waiblingen–Schwäbisch Hall-Hessental. Jenseits zieht er in einem kleinen Trogtal mit teils lockerem, am Ufer dichterem Baumbestand am Nordrand der geschlossenen Bebauung von Kleinaltdorf vorbei und unterquert dann bald verrohrt die B 19. Etwa fünfzig Meter oberhalb der Straßenbrücke zum Weiler Großaltdorf rechts des Flusses fließt er dann auf etwa 318 m ü. NN von links und in ostnordöstlicher Richtung in den mittleren Kocher ein, der eben auf seinem auf größerer Skala nördlichem Lauf seine Ostschleife ums Mündungsdorf Kleinaltdorf hinter sich gebracht hat.

### Einzugsgebiet
Der Schlossbach hat ein Einzugsgebiet von etwa 1,2 km² Größe. Es hat mit dem Kirgelkamm zwischen Druckele und Ebersberg eine markante Wasserscheide im Südwesten gegen den Oberlauf Erlenbach des Michelbachs zur Fichtenberger Rot. Auch die nordwestliche, die auf dem Nordostsporn des Ebersbergs und dem diesen fortsetzenden Hügel Vogelherd vom Entwäösserungsbereich des unbeständigen Steinlesbachs trennt, der zum abwärtigen Kocher zieht, ist gut erkennbar. Im Osten ist der Kocher selbst das nächste Gewässer. Im Südosten jenseits des Druckeles zieht durch den Gaildorfer Siedlungsbereich ein kurzer und wenig bedeutender Konkurrent teils verrohrt zum aufwärtigen Kocher. Der mit 485 m ü. NN  höchste Punkt im Einzugsgebiet liegt auf dem Gipfel des Ebersbergs.
Dieses liegt im Naturraum der Schwäbisch-Fränkischen Waldberge und hat im Bereich des Berganstieges im Westen Anteil am Unterraum Hinterer Mainhardter Wald, während der überwiegende Mittel- und Ostteil mit den Talfluren schon im daran angrenzenden Unterraum Gaildorfer Becken um den Kocherlauf liegt. Der Bach beginnt seinen Weg im Gipskeuper (Grabfeld-Formation), durchläuft dann den Unteren Keuper und mündet zuletzt im Oberen Muschelkalk. Fast der gesamte Offenlandanteil gehört zum Landschaftsschutzgebiet „Ostabfall des Mainhardter Waldes mit Teilen des Kochertales und Nebentälern zwischen Gaildorf und Westheim“. Um den obersten Lauf vor dem Fischweiher steht ein feuchter Erlenwald. Seinen Unterlauf am Nordrand von Kleinaltdorf begleitet in der kleinen Talmulde ein Auwaldstreifen.
Das Einzugsgebiet liegt ganz auf Gaildorfer Stadtgemarkung, der überwiegende Teil davon auf Eutendorfer, ein kleinerer im Nordwesten auf Ottendorfer Teilortgemarkung. Der einzige Siedlungsplatz im Einzugsgebiet ist Kleinaltdorf, von dem jedoch der größere Anteil außerhalb liegt.